# Oruza megalospila
Oruza megalospila är en fjärilsart som beskrevs av Turner 1933. Oruza megalospila ingår i släktet Oruza och familjen nattflyn. Inga underarter finns listade i Catalogue of Life.